# 胡世泽
胡世泽（英語：Victor Hoo Chi-tsai，1894年11月—1972年6月9日），字子泽、寿增、寿曾，浙江吴兴人，出生于美国华盛顿特区，中华民国外交官，首位中国籍联合国副秘书长，清末民初政要胡惟德之子。
胡世泽早年曾在俄国皇家小学、巴黎政治学院、巴黎大学就读，获法学博士学位。1919年起，他历任巴黎和会中国代表团助理秘书、国际联盟中国代表办事处专门委员、华盛顿会议中国代表团秘书、驻比利时使馆署理三等秘书、驻德国使馆署理一等秘书代办使事等。1925年回国后出任北洋政府外交部参事，其后又历任外交部条约研究会副主席、国务总理秘书、国民政府外交部秘书、外交部亚洲司司长等职。1931年再度出使，任驻国际联盟中国代表团秘书长。次年又任国际联盟中国全权代表办事处处长。1933年升任驻瑞士公使。1942年回国后出任外交部常务次长。1945年9月，随王世杰、顾维钧等人出席在英国伦敦召开的五国外长会议1946年联合国秘书长特吕格韦·赖伊任命其为助理秘书长，并主管托管和非自治领土情报部。1955年又任联合国副秘书长，主管会议事务部。1962年起任联合国技术合作专员。1971年中华民国退出联合国后去职，次年在纽约逝世。